# Wandelröschen (Gattung)
Die Wandelröschen (Lantana) sind eine Pflanzengattung innerhalb der Familie der Eisenkrautgewächse (Verbenaceae). Die etwa 111 Arten sind hauptsächlich in der Neotropis verbreitet. Die vielen Sorten des Wandelröschens (Lantana camara) werden als Zierpflanzen verwendet.

## Beschreibung

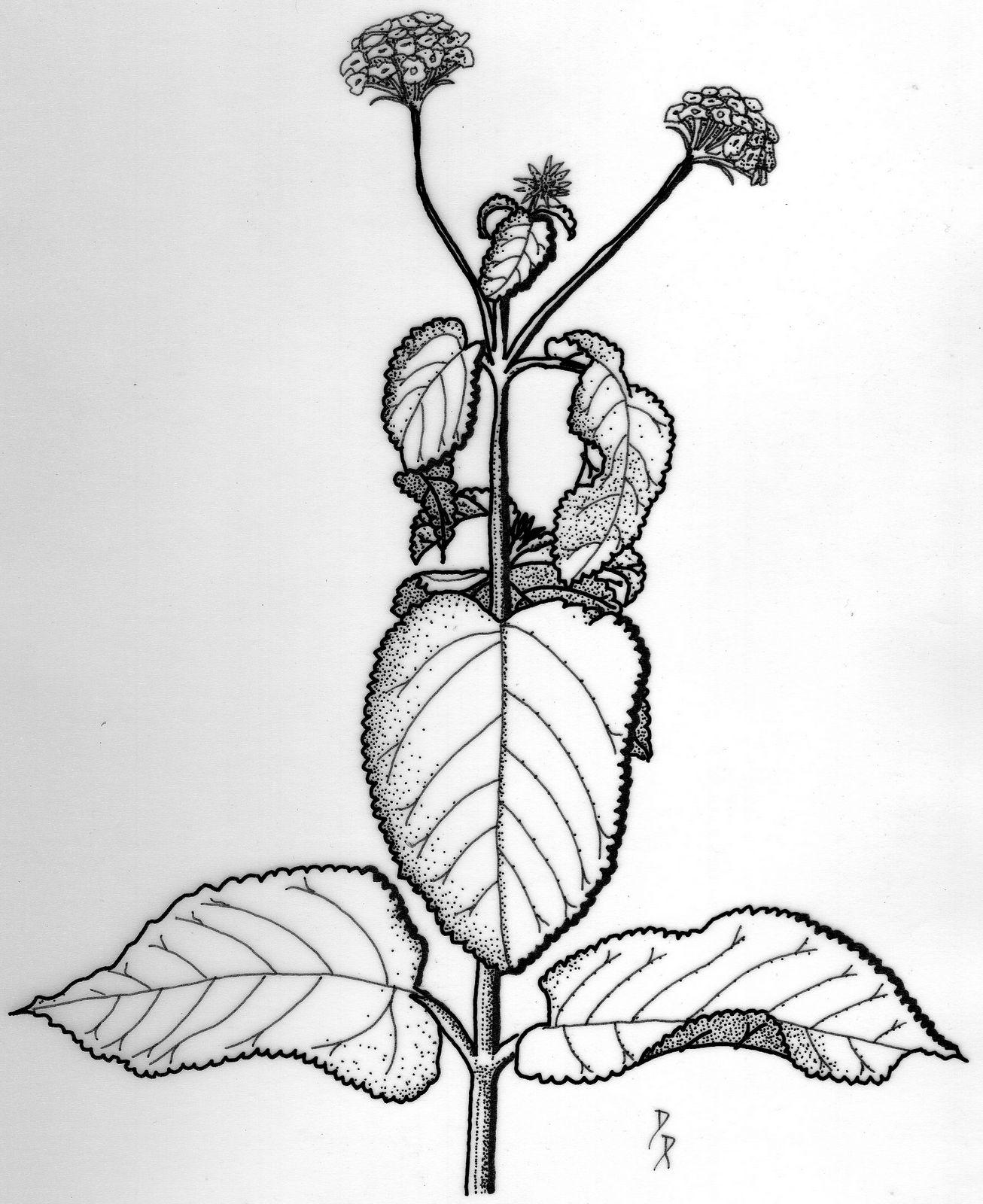
Illustration von Lantana camara

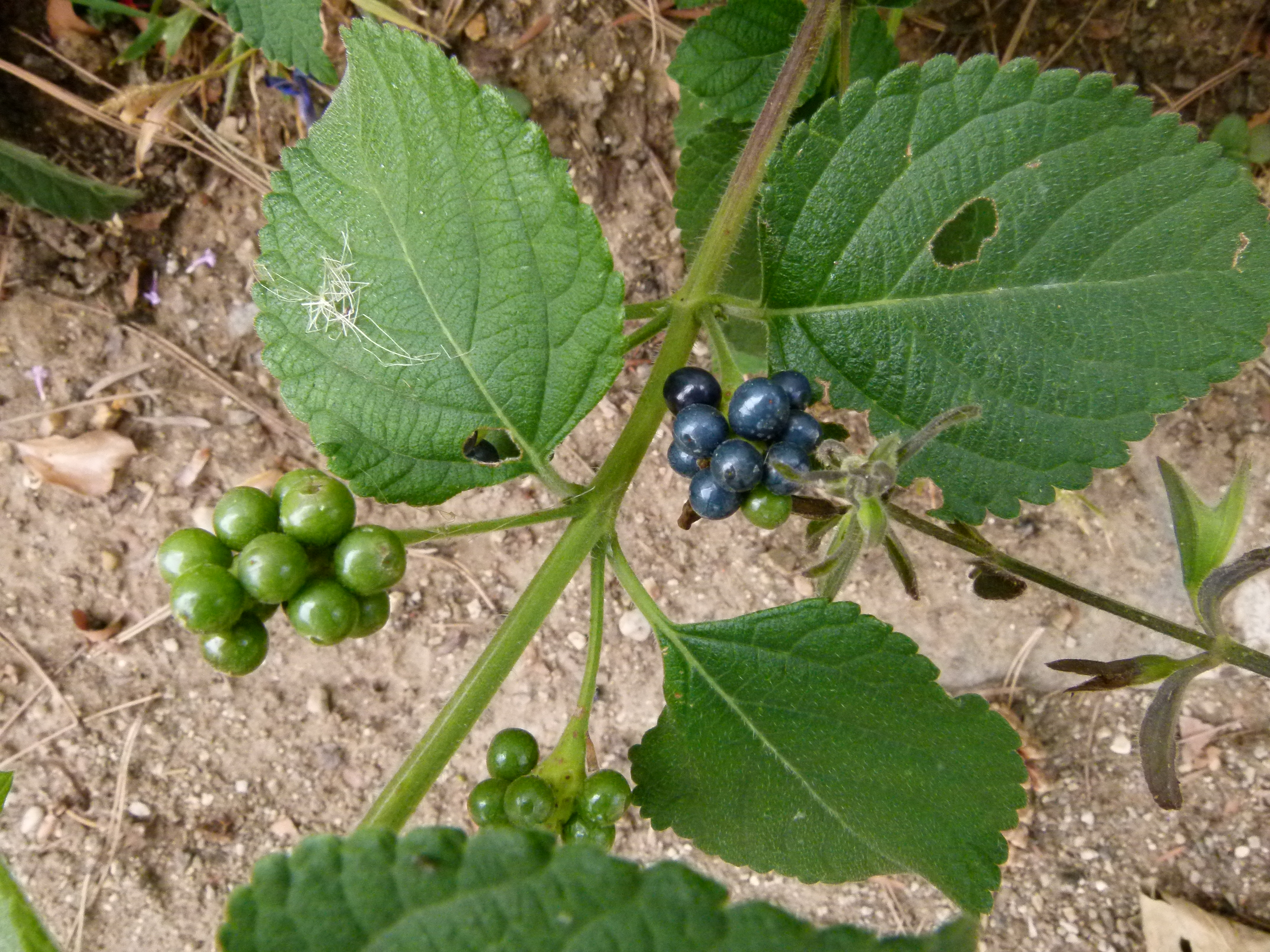
Zweig mit gegenständigen Laubblättern und Fruchtständen mit unterschiedlichen Reifegraden der Früchte einer Wandelröschensorte (Lantana camara)

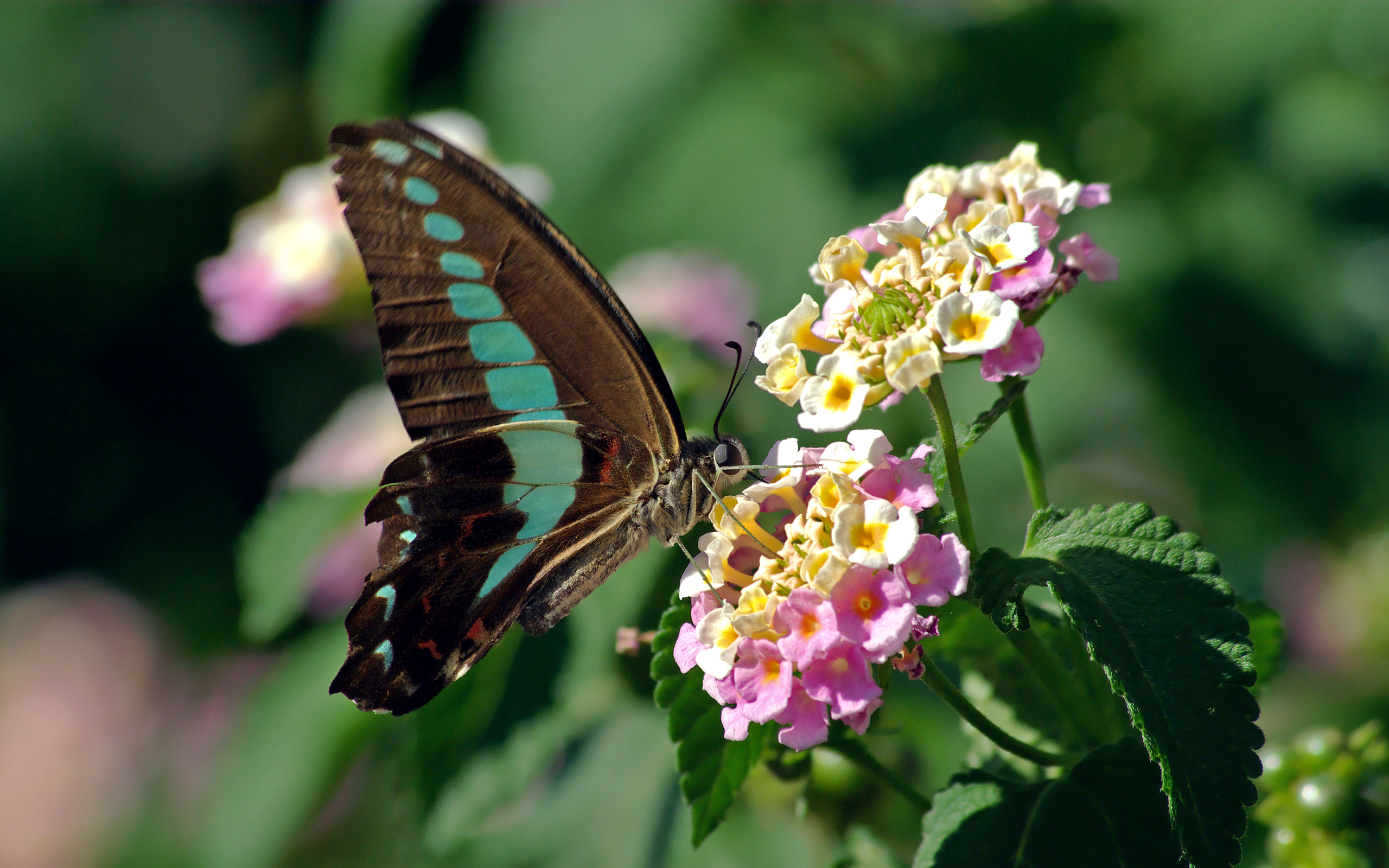
Graphium sarpedon an Blüten einer Wandelröschen-Sorte (Lantana camara)

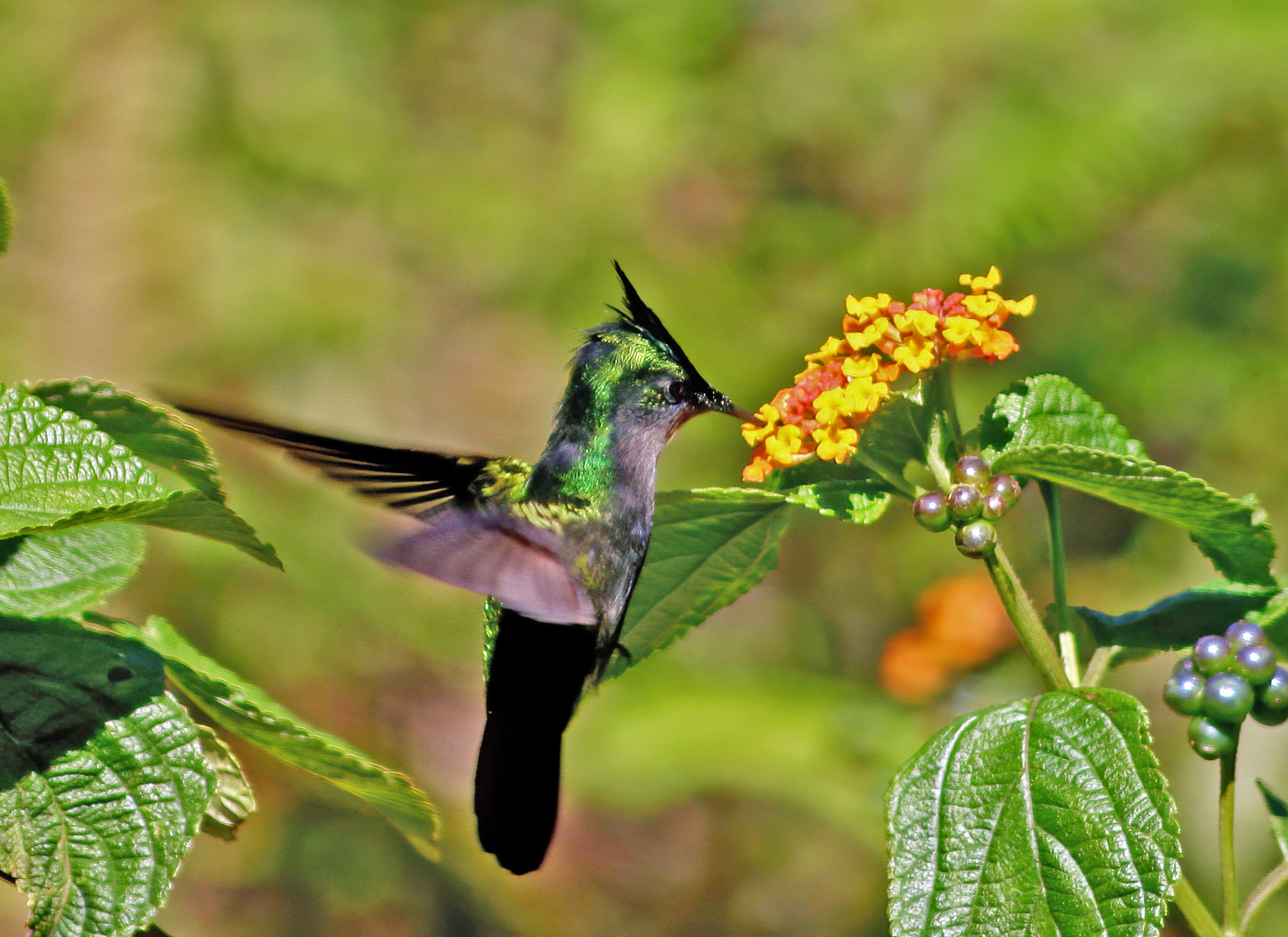
Antillenhaubenkolibri (Orthorhyncus cristatus) an Blüten einer Wandelröschen-Sorte (Lantana camara)

### Erscheinungsbild und Blätter
Bei Lantana-Arten handelt es sich meist um verholzende Pflanzen, die als Sträucher oder Kletterpflanzen; selten auch um kleine Bäume oder krautige Pflanzen wachsen. Die aromatischen Pflanzen sind fein behaart oder kahl. Die in der Jugend vierkantigen Sprossachsen sind rau oder manchmal leicht stachelig.
Die gegenständig, manchmal auch zu dritt bis viert quirlig angeordneten Laubblätter sind in Blattstiel und Blattspreite gegliedert. Die stets einfachen Blattspreiten sind bei den meisten Arten stark runzlig. Der Blattrand ist oft gekerbt.

### Blütenstände, Blüten und Früchte
Auf Blütenstandsschäften stehen in dichten köpfchenförmigen Blütenständen oft viele Blüten zusammen, wobei die Einzelblüten höchstens kurz gestielt sind und das ovale bis lanzettliche Tragblatt die Kelchblätter überragt.
Die zwittrigen Blüten sind vier- oder fünfzählig mit doppelter Blütenhülle. Die relativ kleinen, häutigen Kelchblätter sind kurz. An Farben der Kronblätter kommt fast alles vor: weiß, gelb, rot, blau und violett; manche Arten haben auch zweifarbige Kronen. Oft verfärbt sich die Blütenkrone im Verlauf der Anthese, bei einigen Arten auch mehrmals. Die vier oder fünf Kronblätter sind zu einer engen Kronröhre verwachsen. Die Blütenkronen sind fast radiärsymmetrisch oder leicht zweilippig mit vier oder fünf ausgebreiteten Kronlappen. Es ist nur ein Kreis mit vier freien, fertilen Staubblättern vorhanden, sie sind auf der etwa auf der Mitte der Kronröhre inseriert und überragen die Blütenkrone nicht. Der Fruchtknoten ist zweikammerig. Es ist nur eine Samenanlage je Fruchtknotenkammer vorhanden. Der Griffel ragt nicht aus der Kronröhre heraus und endet in einer schiefen fast kopfigen Narbe.
Die fleischigen Steinfrüchte enthalten einen ein- bis zweisamigen Steinkern. Die Steinfrüchte färben sich bei Reife rot, violett bis metallisch schwarz.

## Ökologie
Die Ausbreitung der Diasporen erfolgt durch Vögel.

## Systematik und Verbreitung

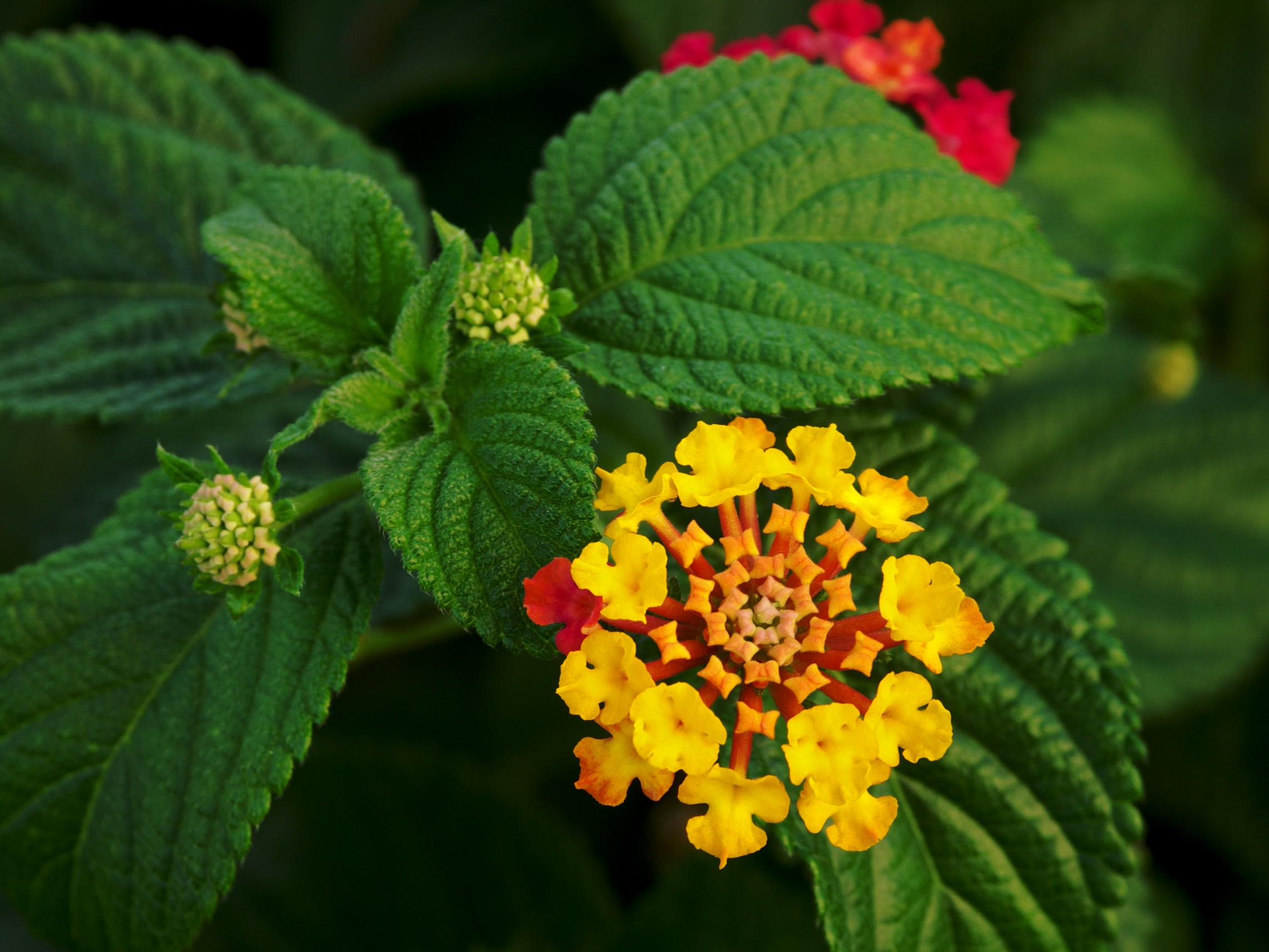
Eine Sorte des Wandelröschens (Lantana camara)

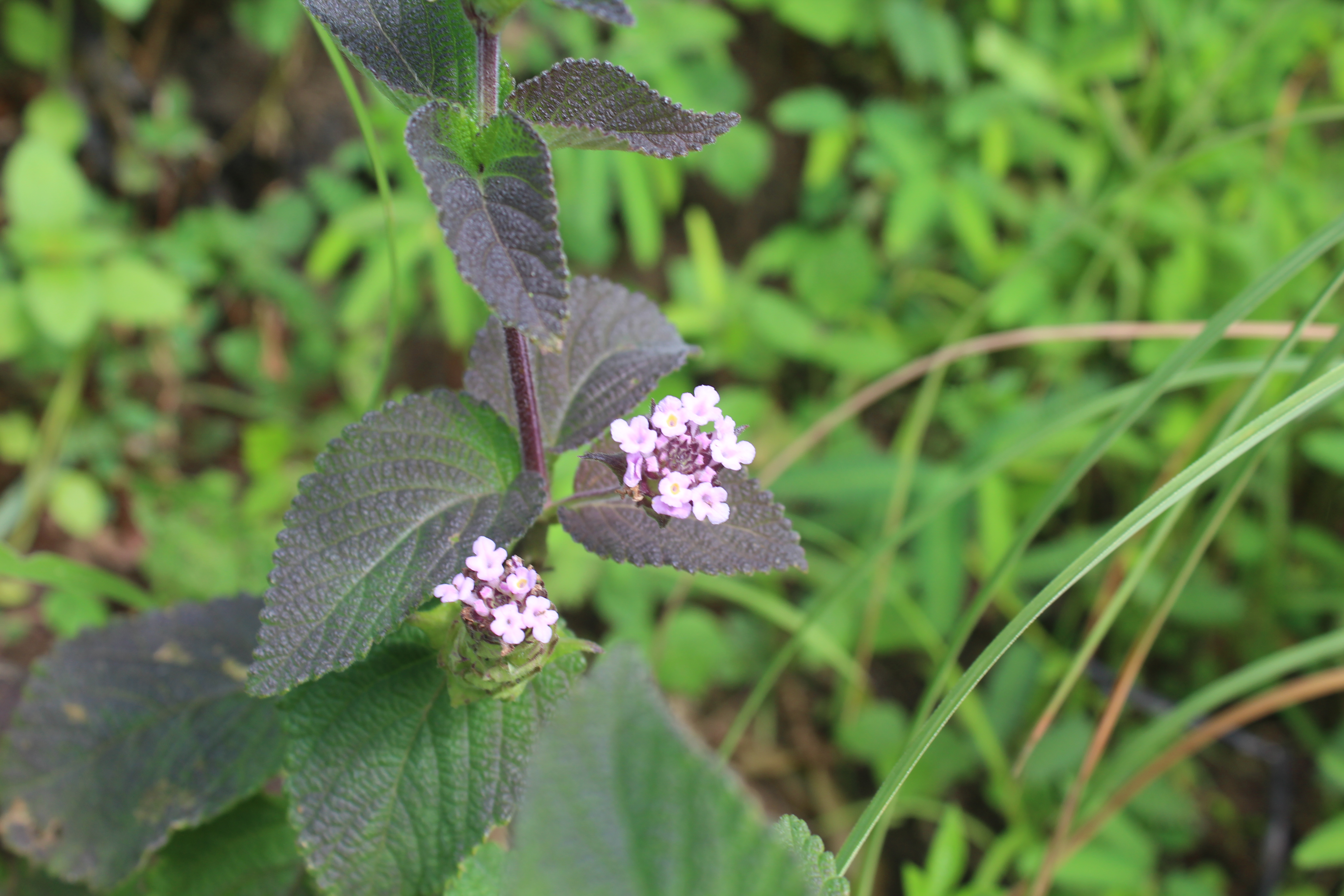
Lantana indica

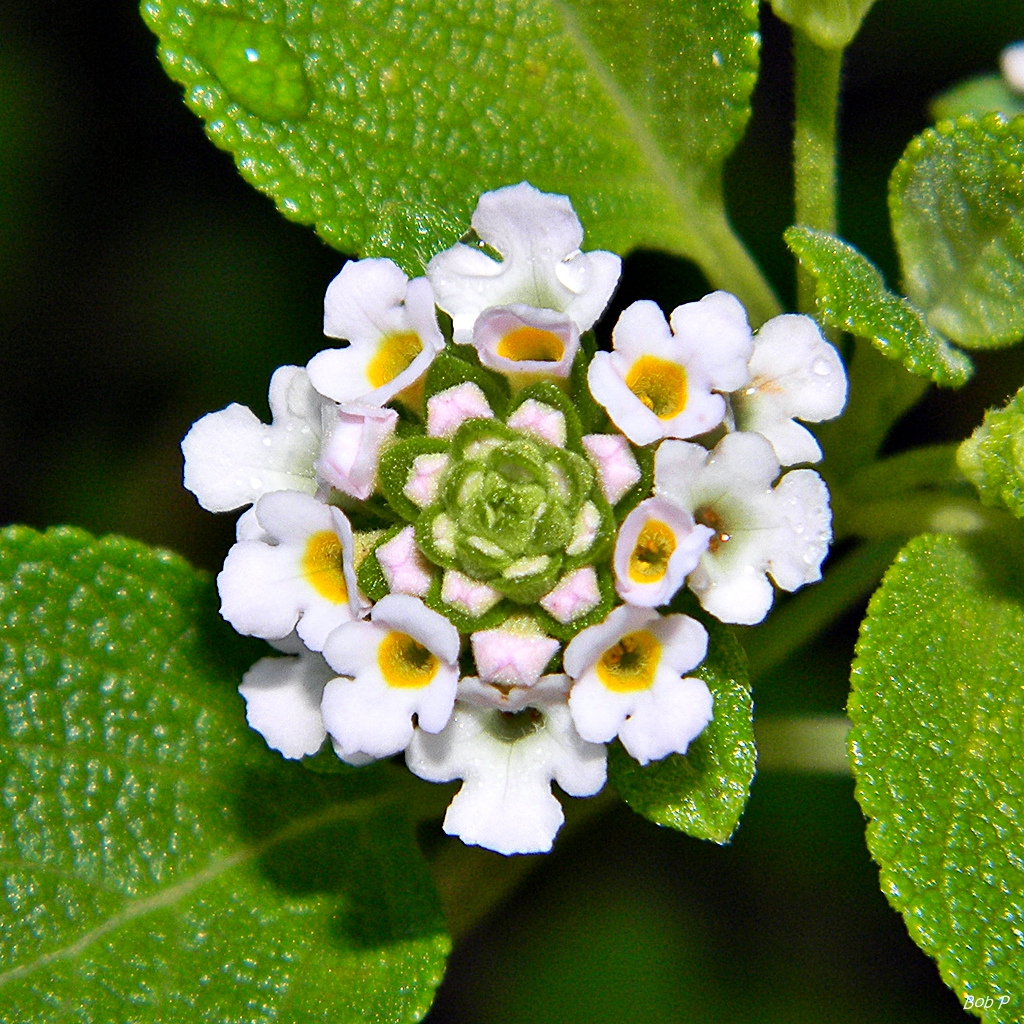
Blütenstand von Lantana involucrata

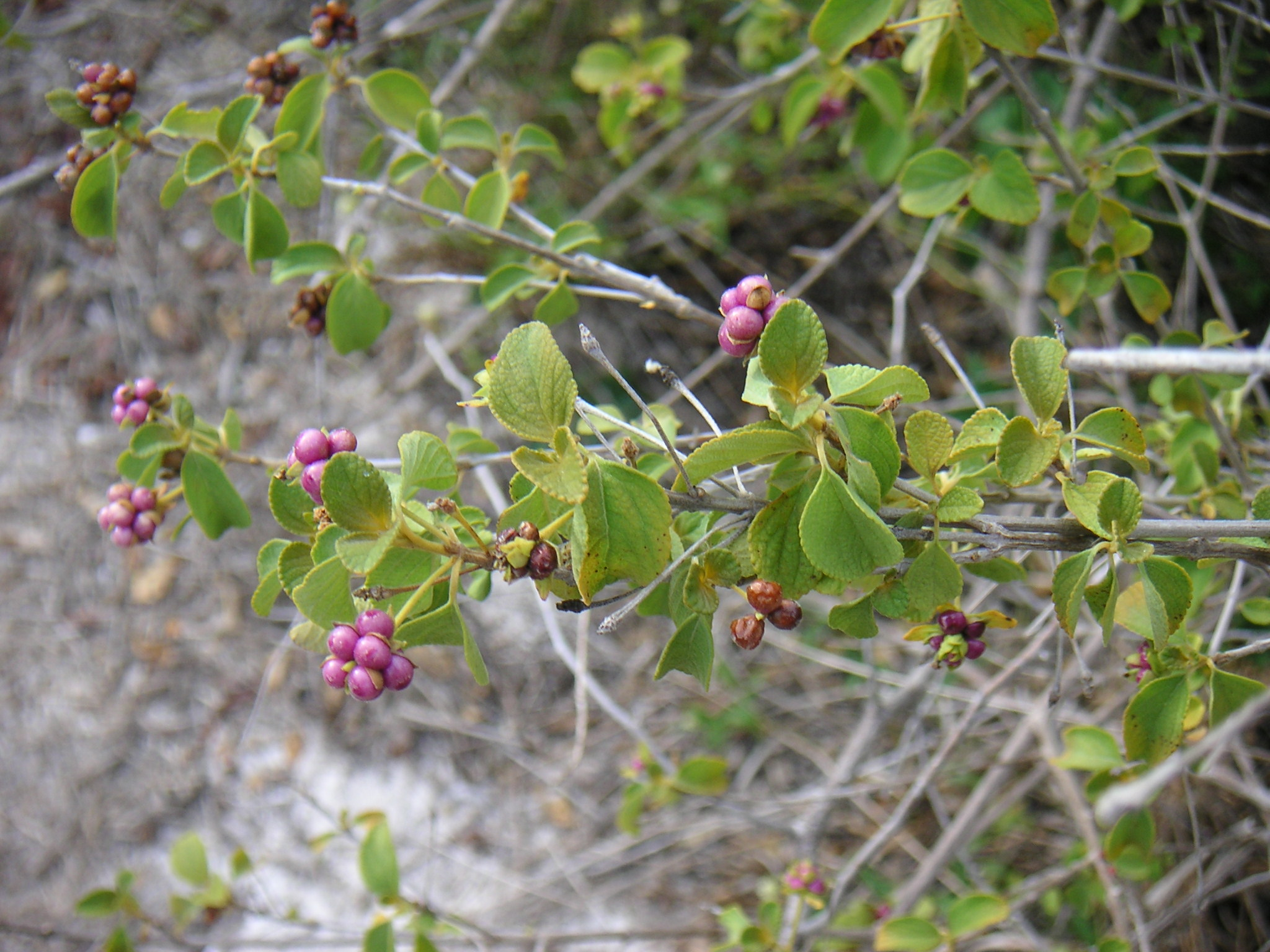
Zweig mit Laubblättern und Früchten von Lantana involucrata

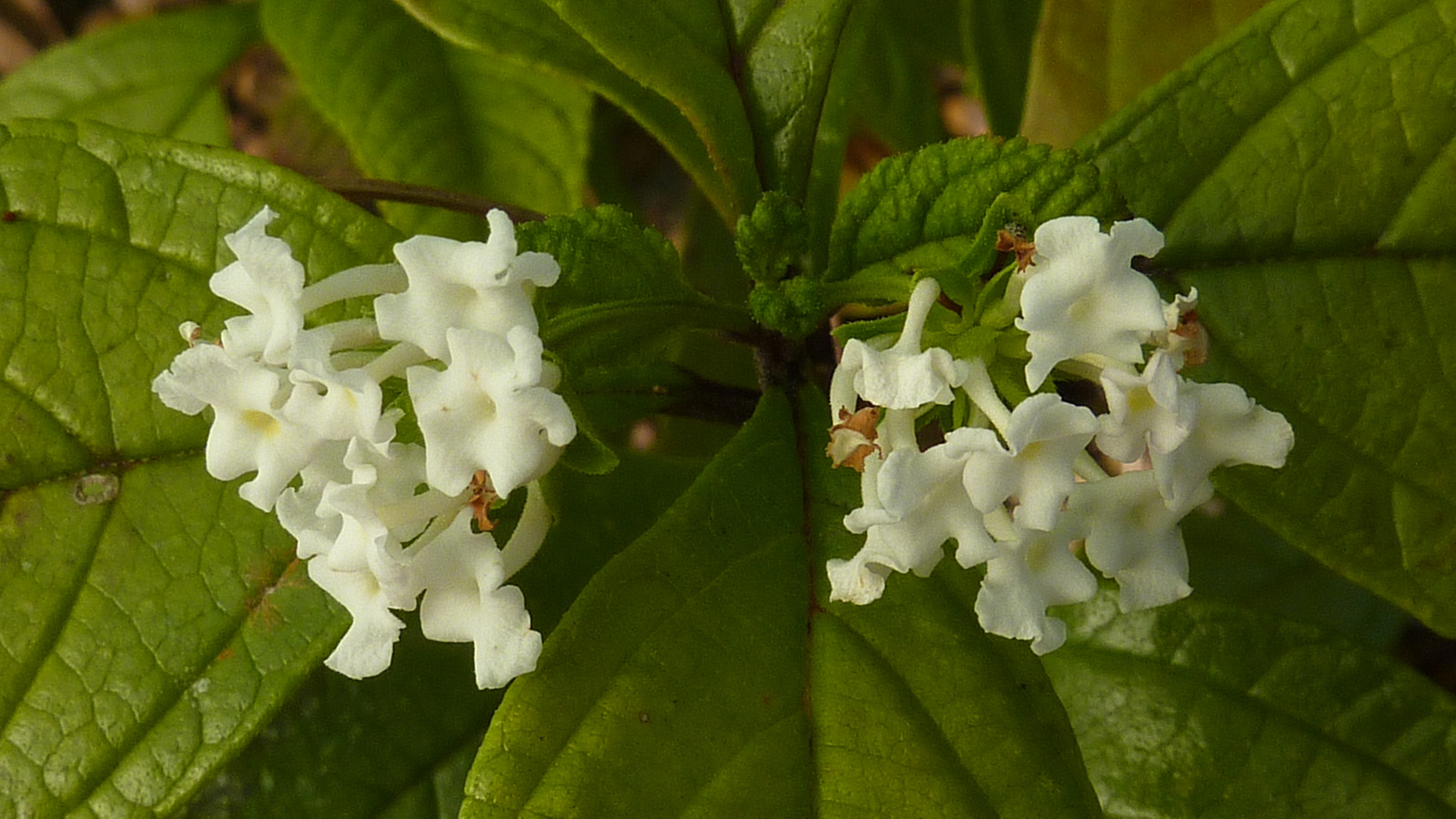
Lantana lucida

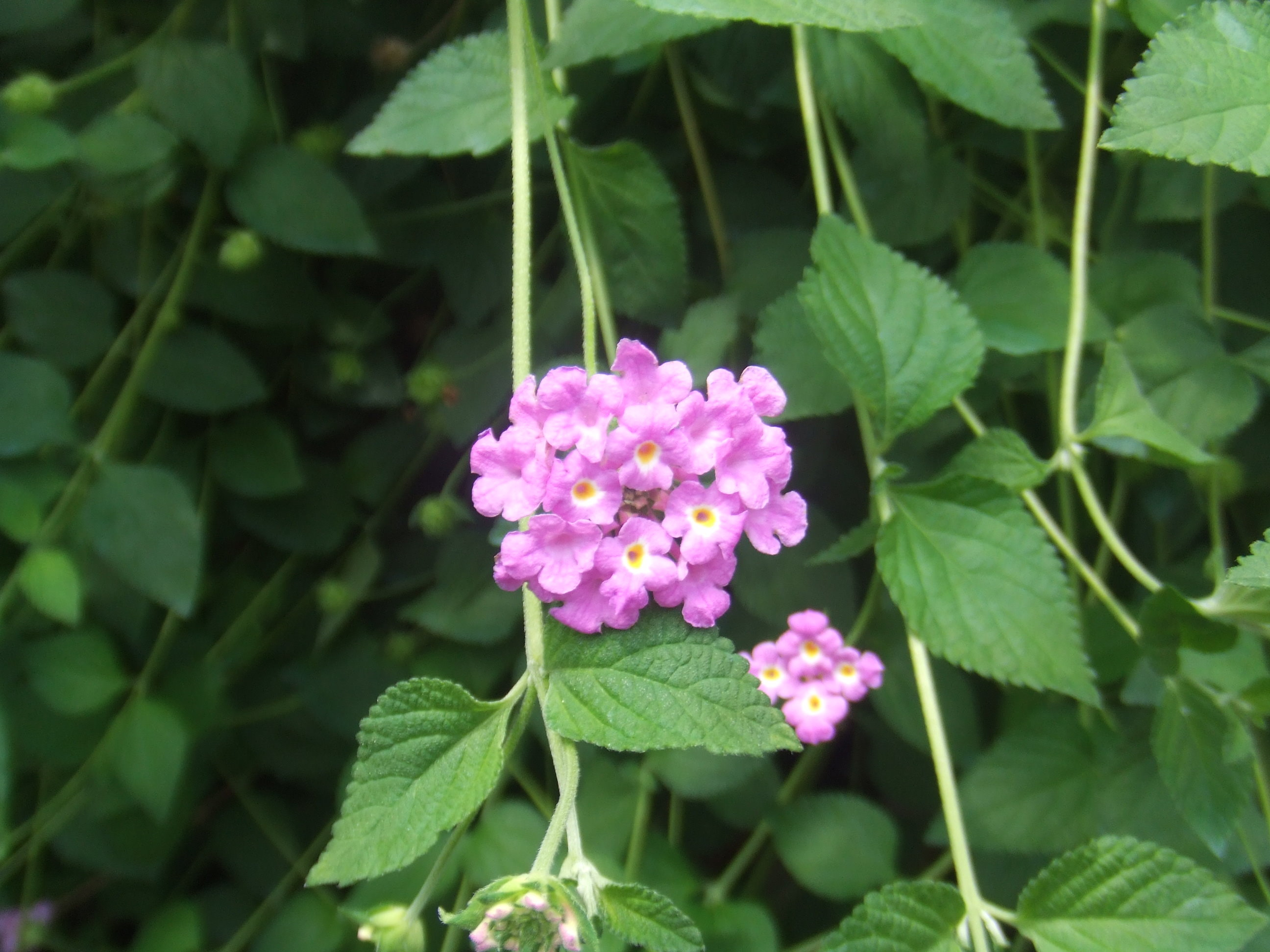
Zweig mit gegenständigen Laubblättern und Blütenstand von Lantana montevidensis

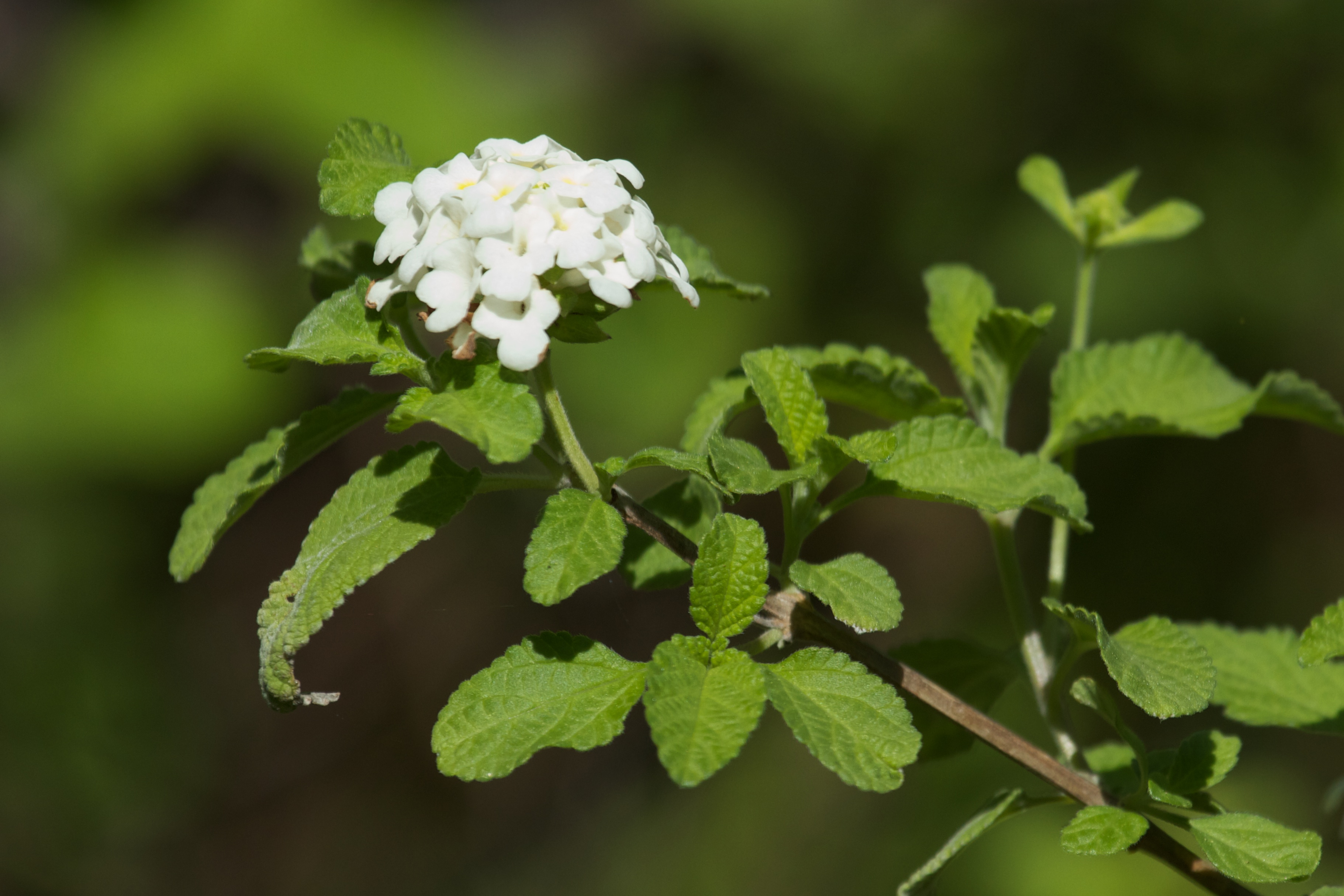
Lantana peduncularis

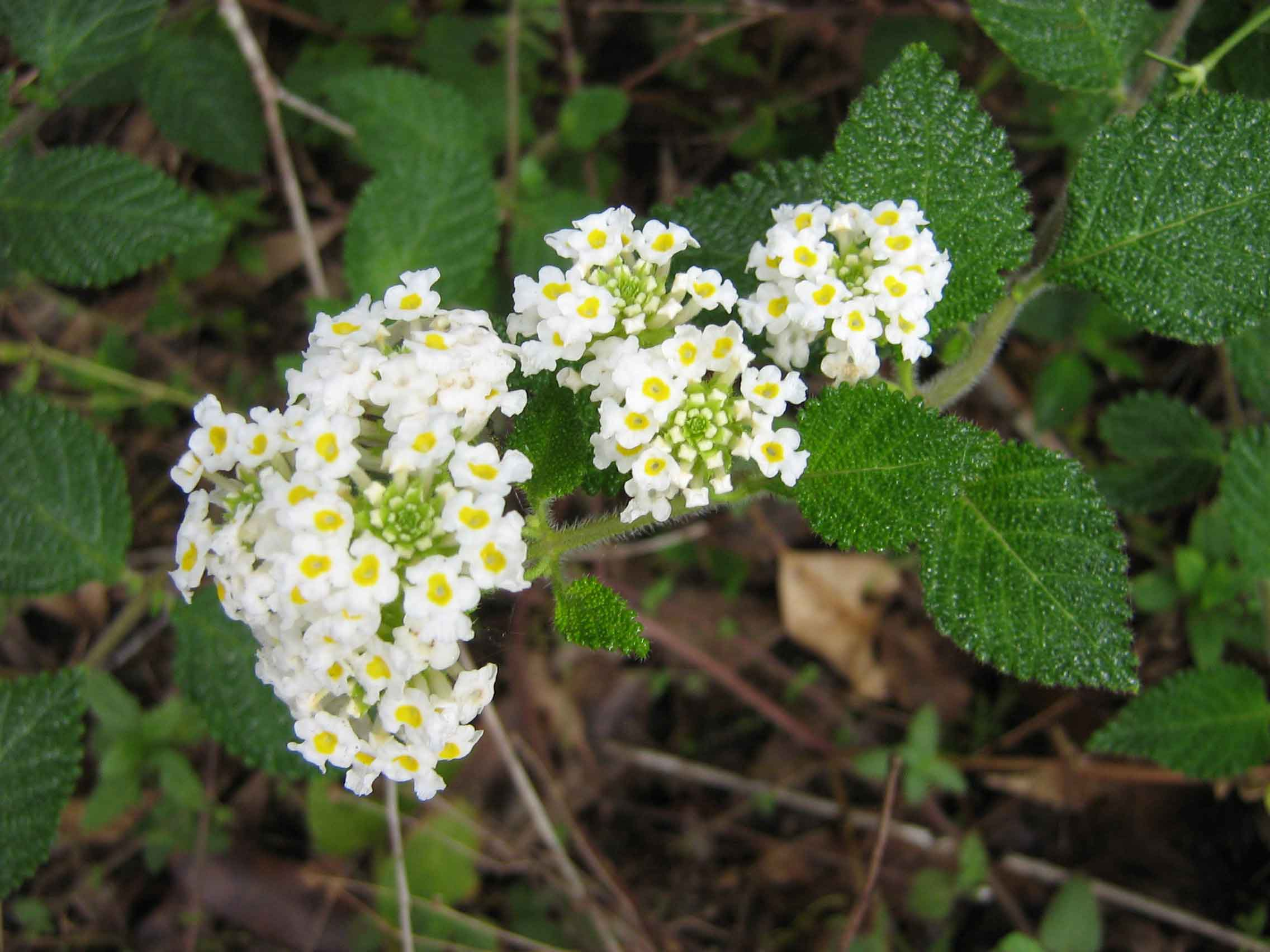
Lantana radula

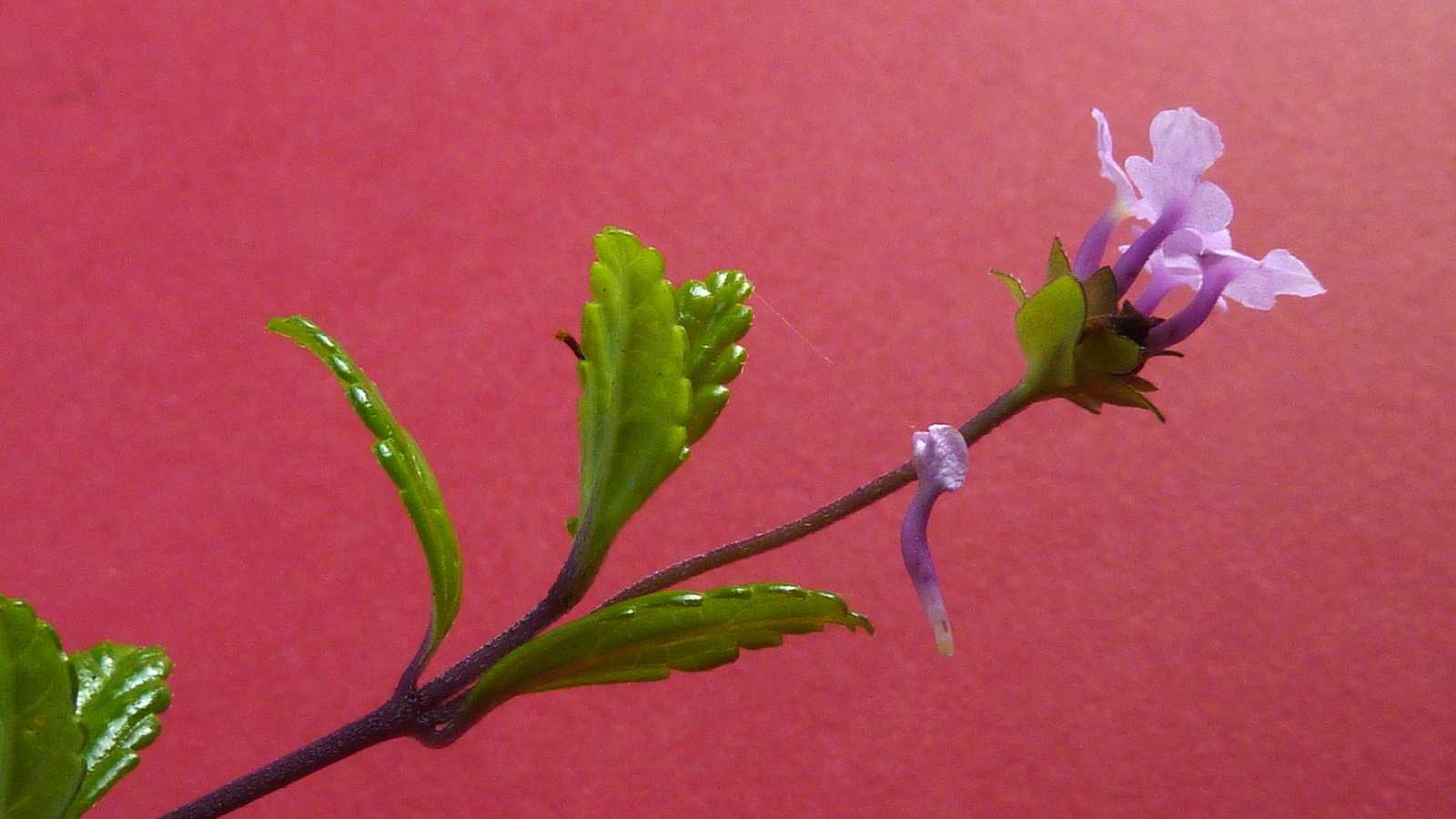
Lantana salzmannii

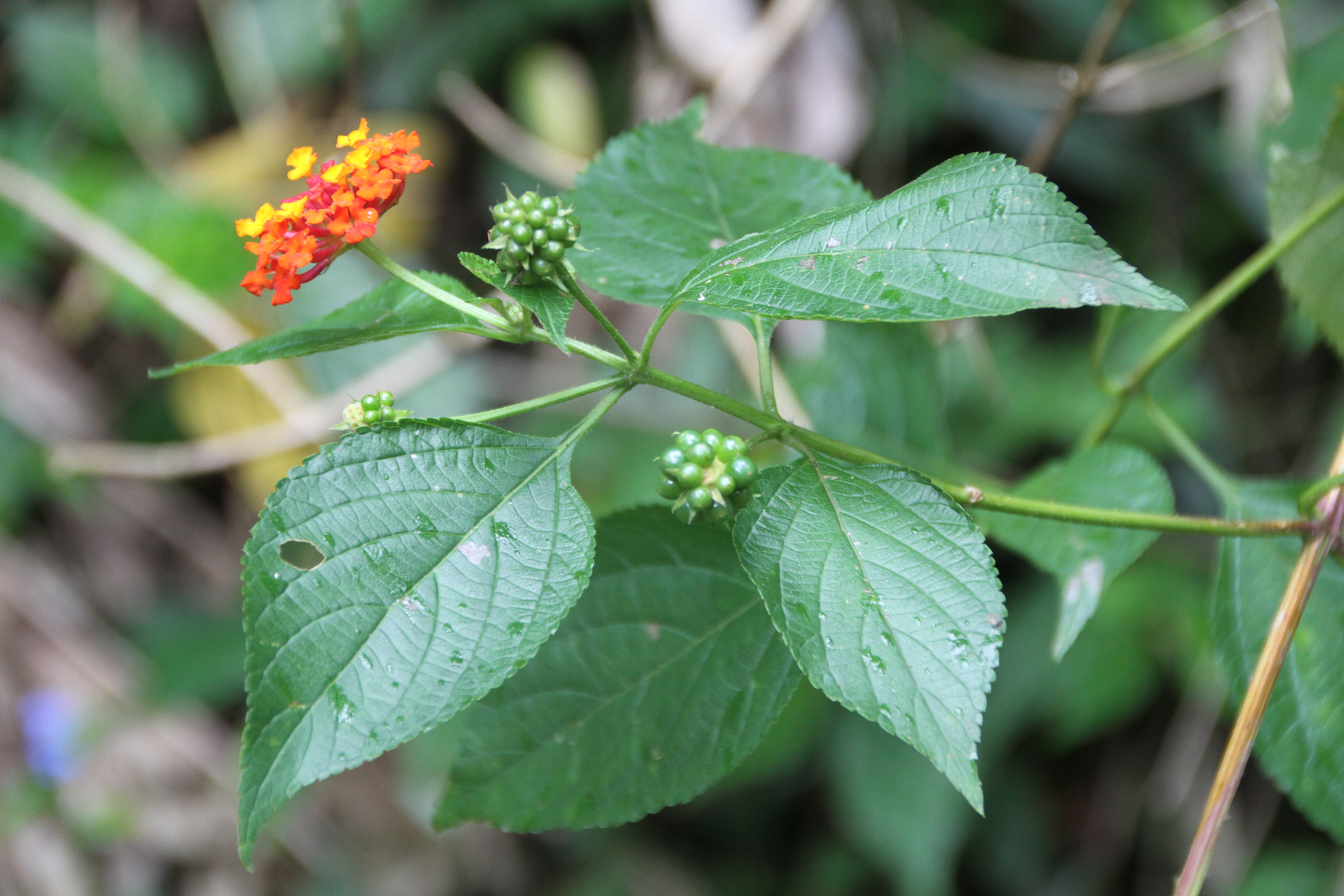
Lantana scabrida

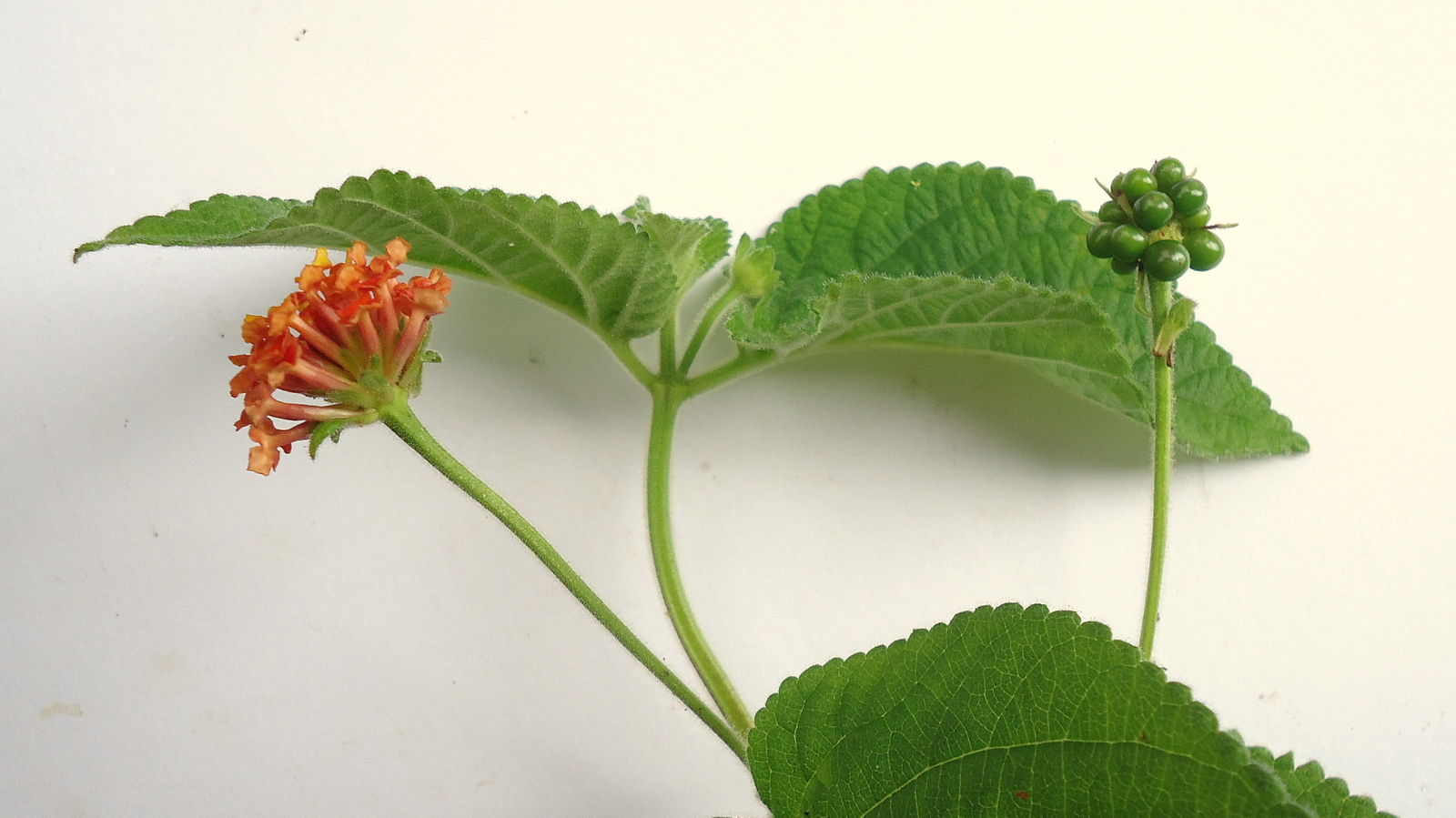
Lantana tiliifolia

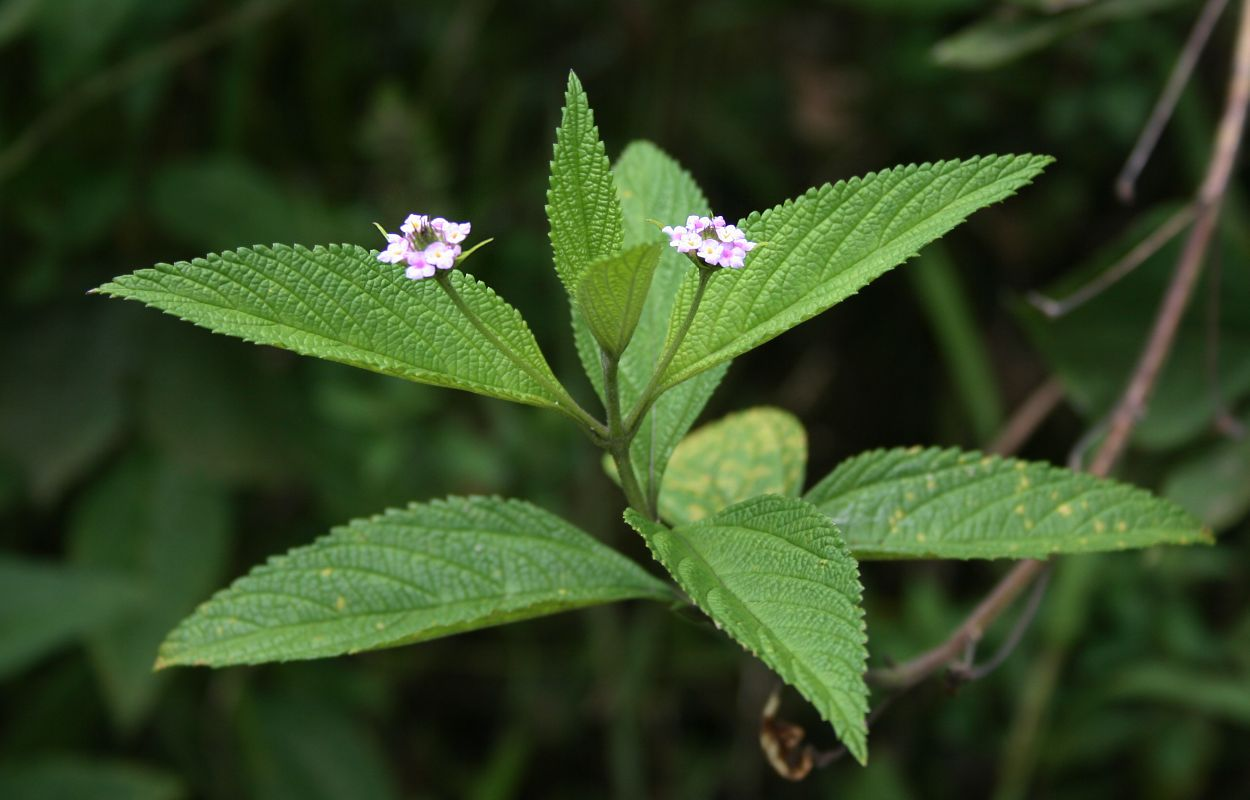
Nicht alle Laubblätter von Lantana trifolia stehen zu dritt zusammen

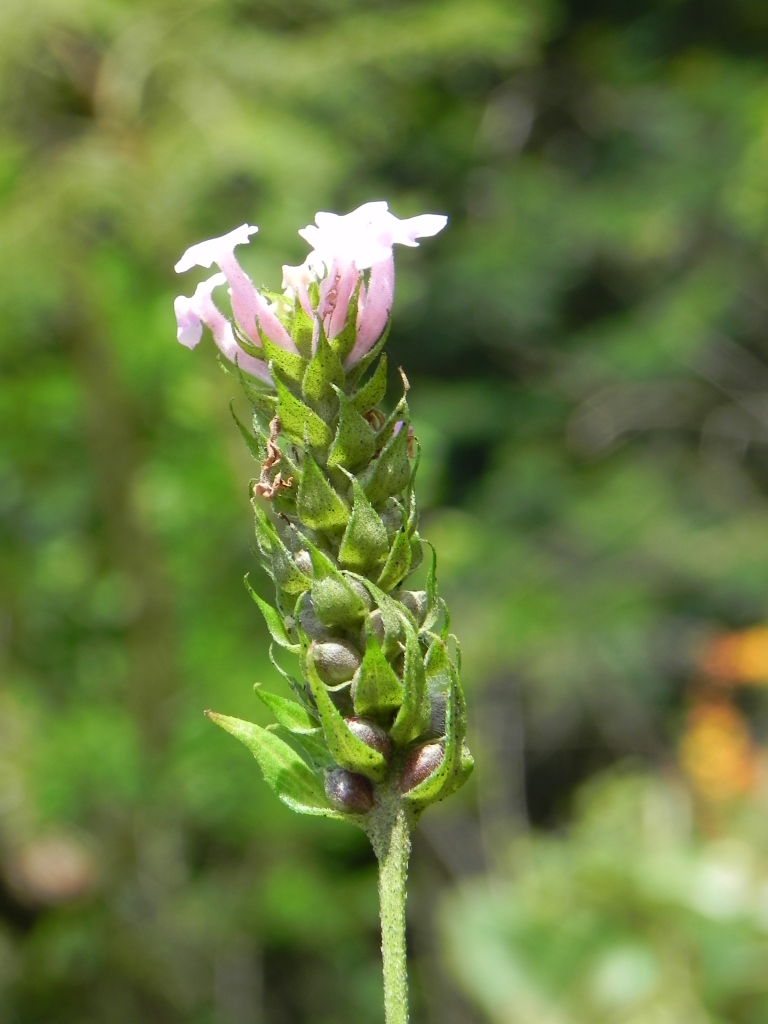
Blütenstand von Lantana trifolia

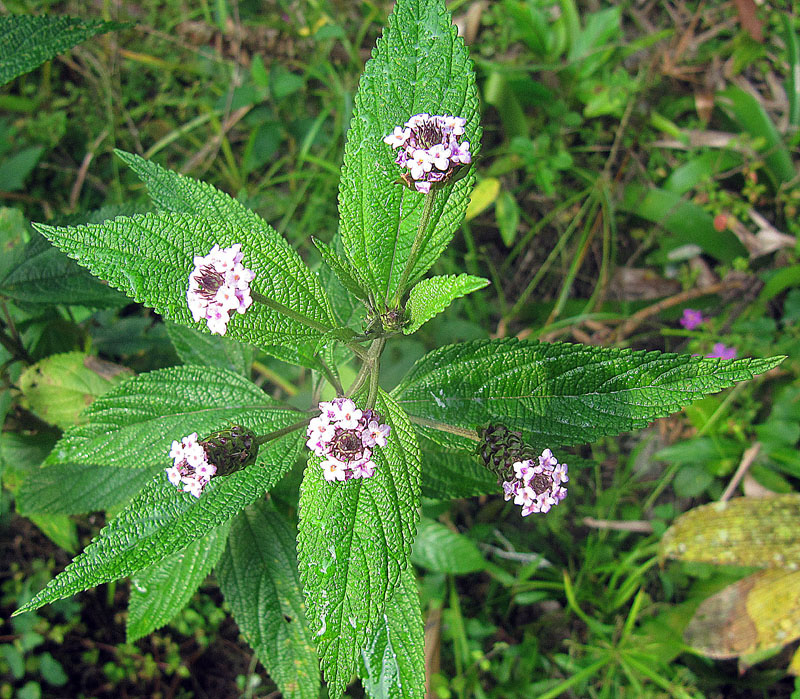
Lantana trifolia

Die Gattung Lantana wurde 1753 durch Carl von Linné aufgestellt. Synonyme für Lantana L. nom. cons. sind: Camara Adans., Charachera Forssk., Riedelia Cham., Tamonopsis Griseb., Xeralis Raf.
Die meisten der bis zu 150 Arten sind in der Neotropis verbreitet, einige wenige kommen vom tropischen bis Südlichen Afrika und vom Himalajaraum bis nach Thailand vor. Wenige Arten sind weltweit in wärmeren Gebieten Neophyten.
Es gibt 110 bis 150 Lantana-Arten:
- Lantana achyranthifolia Desf.: Sie ist von den US-Bundesstaaten Arizona sowie Texas über Mexiko und Zentralamerika und in weiten Gebieten Südamerikas bis Argentinien weitverbreitet.[4]
- Lantana alainii Moldenke: Dieser Endemit kommt nur in der Dominikanischen Republik vor.[4]
- Lantana amoena Ridl.: Dieser Endemit kommt nur auf der brasilianischen Inselgruppe Fernando de Noronha vor.[4]
- Lantana angolensis Moldenke: Sie kommt im südlichen und im südlichen tropischen Afrika vor.[4]
- Lantana angustibracteata Hayek: Sie kommt in Peru vor.[4]
- Lantana angustifolia Mill.: Sie kommt in Kuba und in Jamaika vor.[4]
- Lantana aristeguietae Moldenke: Sie kommt in Venezuela vor.[4]
- Lantana ×bahamensis Britton = Lantana camara subsp. camara × Lantana splendens: Sie kommt auf Karibischen Inseln vor.[4]
- Lantana balansae Briq.: Sie kommt von Bolivien bis ins südliche Brasilien, Argentinien, Paraguay und Uruguay vor.[4]
- Lantana balsamifera Britton: Sie kommt nur auf den Bahamas vor.[4]
- Lantana buchii Urb.: Sie kommt auf Kuba und Hispaniola vor.[4]
- Lantana caatingensis Moldenke: Sie kommt in Brasilien vor.[4]
- Wandelröschen (Lantana camara L., Syn.: Lantana aculeata L., Camara vulgaris Benth.): Es ist mit sechs Unterarten in der Neotropis verbreitet und in vielen wärmeren Gebieten der Welt ein Neophyt.[4]
- Lantana canescens Kunth: Sie kommt von Texas über Mexiko und Zentralamerika bis ins tropische Südamerika vor.[4]
- Lantana caracasana Turcz.: Sie kommt im nördlichen Venezuela vor.[4]
- Lantana chiapasensis Moldenke: Sie kommt von Mexiko über Guatemala bis Nicaragua vor.[4]
- Lantana ciferriana Ekman ex Moldenke: Dieser Endemit kommt nur in der Dominikanischen Republik vor.[4]
- Lantana coimbrensis S.Moore: Sie kommt in Brasilien vor.[4]
- Lantana colombiana López-Pal.: Sie kommt in Kolumbien vor.[4]
- Lantana cordatibracteata Moldenke: Sie kommt in Brasilien vor.[4]
- Lantana cujabensis Schauer (Syn.: Lantana riedeliana Schauer): Sie kommt im tropischen Südamerika vor.[4]
- Lantana demutata Millsp.: Sie kommt auf den Bahamas und auf den Turks- und Caicosinseln vor.[4]
- Lantana depressa Small: Sie kommt nur in Florida vor.[4]
- Lantana dinteri Moldenke: Sie kommt vom südwestlichen Angola bis Namibia vor.[4]
- Lantana ehrenbergiana Moldenke: Sie kommt nur auf Hispaniola vor.[4]
- Lantana elenievskii I.E.Mendez: Sie kommt nur in Kuba vor.[4]
- Lantana ×entrerriensis Tronc. = Lantana furcata × Lantana lilacina: Sie kommt im nordöstlichen Argentinien und in Uruguay vor.[4]
- Lantana exarata Urb. & Ekman: Sie kommt von Kuba bis Puerto Rico vor.[4]
- Lantana ferreyrae Moldenke: Sie kommt in zwei Varietäten von Ecuador bis Peru vor.[4]
- Lantana ×flava Medik. = Lantana horrida × Lantana splendens: Sie kommt in der Karibik vor.[4]
- Lantana ×floridana Raf. = Lantana camara × Lantana depressa var. floridana × Lantana nivea × Lantana scabrida × Lantana splendens: Sie kommt in Florida vor.[4]
- Lantana fucata Lindl.: Sie kommt im südöstlichen Mexiko, auf Jamaika und im tropischen Südamerika vor.[4]
- Lantana glaziovii Moldenke: Sie kommt in Brasilien vor.[4]
- Lantana gracilis T.R.S.Silva: Sie kommt in Brasilien vor.[4]
- Lantana grisebachii Stuck. ex Seckt: Sie kommt vom südlichen Bolivien bis zum nördlichen Argentinien vor.[4]
- Lantana grossiserrata Moldenke: Sie kommt von Costa Rica bis Panama vor.[4]
- Lantana hatoensis Moldenke: Sie kommt in Curaçao vor.[4]
- Lantana hatschbachii Moldenke: Sie kommt in Brasilien vor.[4]
- Lantana haughtii Moldenke: Sie kommt in Kolumbien, Ecuador und Peru vor.[4]
- Lantana hirsuta M.Martens & Galeotti: Sie kommt in zwei Unterarten von Mexiko bis ins tropische Südamerika vor.[4]
- Lantana hirta Graham (Syn.: Lantana costaricensis Hayek): Sie kommt von Mexiko bis Kolumbien vor.[4]
- Lantana horrida Kunth (inkl. Lantana subcordata Urb., Lantana tiliifolia Cham., Lantana glutinosa Poepp., Lantana cummingiana Hayek, Lantana foetida Rusby): Sie enthält seit 2012 drei Unterarten und zwei Varietäten. Ihr gesamtes Verbreitungsgebiet reicht von Mexiko bis Zentralamerika und karibischen Inseln bis ins tropischen Südamerika.[4]
- Lantana humuliformis Verdc.: Sie kommt in Kenia und Tansania vor.[4]
- Lantana hypoleuca Briq.: Sie kommt in Brasilien, Paraguay und Uruguay vor.[4]
- Lantana indica Roxb.: Ihr Verbreitungsgebiet reicht von Afghanistan bis Thailand.[4]
- Lantana insularis Moldenke: Sie kommt auf Kuba und Jamaika vor.[4]
- Lantana involucrata L.: Das Verbreitungsgebiet reicht von Mexiko über Zentralamerika und karibischen Inseln bis ins nördliche Venezuela.[4]
- Lantana jaliscana Moldenke: Sie kommt in Mexiko vor.[4]
- Lantana jamaicensis Britton: Dieser Endemit kommt nur in Jamaika vor.[4]
- Lantana kingii Moldenke: Sie kommt in Mexiko vor.[4]
- Lantana langlassei Moldenke: Sie kommt in Mexiko und in El Salvador vor.[4]
- Lantana leonardorum Moldenke: Sie kommt nur auf Hispaniola vor.[4]
- Lantana leucocarpa Urb. & Ekman ex Moldenke: Dieser Endemit kommt nur in der Dominikanischen Republik vor.[4]
- Lantana lindmanii Briq.: Sie kommt in Brasilien vor.[4]
- Lantana lockhardtii D.Don ex Schauer: Sie kommt auf Inseln in der südlichen Karibik vor.[4]
- Lantana lopez-palacii Moldenke: Sie kommt von Costa Rica bis Ecuador vor.[4]
- Lantana lucida Schauer: Sie kommt im brasilianischen Bundesstaat Bahia vor.[4]
- Lantana lundiana Schauer: Sie kommt in Brasilien, Argentinien und Paraguay vor.[4]
- Lantana machadoi R.Fern.: Sie kommt in Angola vor.[4]
- Lantana magnibracteata Tronc.: Sie kommt in Paraguay und Argentinien vor.[4]
- Lantana megapotamica (Spreng.) Tronc.: Sie kommt von Brasilien und Uruguay bis ins nördliche Argentinien vor.[4]
- Lantana melissiodorifera Perr.: Sie kommt in Französisch-Guayana vor.[4]
- Lantana micrantha Briq.: Sie kommt von Bolivien und Brasilien bis ins nördliche Argentinien vor.[4]
- Lantana microcarpa Urb.: Sie kommt auf Hispaniola vor.[4]
- Lantana moldenkei R.Fern.: Sie kommt in Simbabwe vor.[4]
- Lantana mollis Graham: Sie kommt vermutlich in Mexiko vor.[4]
- Lantana montevidensis (Spreng.) Briq.: Sie kommt ursprünglich im tropischen Südamerika verbreitet vor.[4] In Nordamerika, in Neuseeland und in der Karibik ist sie ein Neophyt.[4]
- Lantana ×multicolor Lem.  =  Lantana camara × Lantana nivea: Sie kommt in Brasilien vor.[4]
- Lantana ×mutabilis Weigel =  Lantana camara subsp. aculeata × Lantana horrida:  Sie kommt im östlichen Brasilien vor.[4]
- Lantana nivea Vent.: Sie kommt in zwei Unterarten von Bolivien bis Brasilien und dem nordöstlichen Argentinien vor.[4]
- Lantana notha Moldenke: Sie kommt in Mexiko vor.[4]
- Lantana obtusata Briq.: Sie kommt in Paraguay vor.[4]
- Lantana ovatifolia Britton: Sie kommt nur auf den Bahamas vor.[4]
- Lantana pastazensis Moldenke: Sie kommt in Ecuador vor.[4]
- Lantana pauciflora Urb. (Syn.: Lantana parvifolia Desf.): Sie kommt auf Hispaniola vor.[4]
- Lantana pavonii Moldenke: Sie kommt in Peru vor.[4]
- Lantana peduncularis Andersson: Sie kommt auf den Galapagos-Inseln vor.[4]
- Lantana petitiana A.Rich.: Sie kommt von Äthiopien bis Simbabwe, auf der Arabischen Halbinsel und in Afghanistan vor.[4]
- Lantana × planaltensis R.W.Sanders = Lantana horrida subsp. tiliifolia × Lantana nivea: Sie kommt von Brasilien bis ins nordöstliche Argentinien vor.[4]
- Lantana planifolia (Cham.) Briq.: Sie kommt vom südlichen Brasilien bis Uruguay vor.[4]
- Lantana ×pohliana Schauer = Lantana nivea × Lantana viscosa: Sie kommt von Peru bis Brasilien vor.[4]
- Lantana ×polyacantha Schauer = Lantana hirsuta × Lantana horrida: Sie kommt vom Mexiko bis Mittelamerika vor.[4]
- Lantana prostrata Larrañaga: Sie kommt in Uruguay vor.[4]
- Lantana punctulata Moldenke: Sie kommt in Brasilien vor.[4]
- Lantana radula Sw.: Sie kommt von den Kleinen Antillen bis Brasilien vor.[4]
- Lantana reineckii Briq.: Sie kommt im südlichen Brasilien vor.[4]
- Lantana reptans Hayek: Sie kommt von Ecuador bis Peru vor.[4]
- Lantana reticulata Pers.: Sie kommt auf Inseln in der Karibik und im südöstlichen Mexiko vor.[4]
- Lantana ×robusta Schauer = Lantana hirsuta subsp. amazonica × Lantana kingii: Sie kommt im südöstlichen Brasilien vor.[4]
- Lantana ×rubra Berland. = Lantana camara × Lantana nivea × Lantana scabrida × Lantana splendens × Lantana urticoides: Sie kommt in Texas und im nordöstlichen Mexiko vor.[4]
- Lantana rugosa Thunb.: Sie kommt im südlichen Afrika und im südlichen tropischen Afrika vor.[4]
- Lantana rugulosa Kunth: Das Verbreitungsgebiet reicht vom westlichen Südamerika bis Brasilien.[4]
- Lantana ruiz-teranii López-Pal. & Steyerm.: Sie kommt in Venezuela vor.[4]
- Lantana rusbyana Moldenke: Sie kommt in Bolivien vor.[4]
- Lantana salicifolia Kunth: Sie kommt in Kolumbien vor.[4]
- Lantana salzmannii Schauer: Sie kommt im östlichen Brasilien vor.[4]
- Lantana santosii Moldenke: Sie kommt nur im südwestlichen Angola vor.[4]
- Lantana scabiosiflora Kunth: Sie kommt von Ecuador bis Peru vor.[4] Es gibt drei Varietäten.[4]
- Lantana scabrida Aiton (Syn.: Lantana scandens Moldenke): Sie kommt von Mexiko bis ins nördliche Venezuela und auf Inseln in der Karibik vor.[4]
- Lantana soatensis Moldenke: Sie kommt in Kolumbien vor.[4]
- Lantana splendens Medik.: Sie kommt in Kuba und auf den Bahamas vor.[4]
- Lantana sprucei Hayek: Sie kommt von Ecuador bis Bolivien vor.[4]
- Lantana ×strigocamara R.W.Sanders = Lantana camara × Lantana nivea × Lantana scabrida × Lantana splendens: Sie kommt ursprünglich nur in Florida vor, ist aber in zahlreichen Ländern fast weltweit ein Neophyt.[4]
- Lantana strigosa (Griseb.) Urb.: Sie kommt im westlichen Kuba und auf Puerto Rico vor.[4]
- Lantana subtracta Hiern: Sie kommt in Angola vor.[4]
- Lantana svensonii Moldenke: Sie kommt in Ecuador und in Peru vor.[4]
- Lantana swynnertonii Moldenke: Sie kommt in Simbabwe vor.[4]
- Lantana tilcarensis Tronc.: Sie kommt im nordwestlichen Argentinien vor.[4]
- Lantana tomasii Moldenke: Sie kommt in Kolumbien vor.[4]
- Lantana trifolia L. (Syn.: Lantana cubensis Moldenke): Sie ist ursprünglich von Mexiko bis ins tropische Südamerika verbreitet, kommt aber als Neophyt in Asien und Afrika vor.[4]
- Lantana ukambensis (Vatke) Verdc. (Syn.: Lippia ukambensis Vatke): Sie ist im tropischen Afrika verbreitet.[4]
- Lantana undulata Schrank: Sie kommt von Brasilien bis ins nördliche Argentinien vor.[4]
- Lantana ×urticoides Hayek = Lantana hirsuta × Lantana kingii: Sie kommt in Mexiko, in New Mexico und in Texas vor.[4]
- Lantana velutina M.Martens & Galeotti (Syn.: Lantana dwyeriana Moldenke): Sie von Texas über Zentralamerika und von Ecuador bis Argentinien verbreitet.[4]
- Lantana venosa (Rusby) Liesner & S.Hirth: Sie kommt in Bolivien vor.[4]
- Lantana veronicifolia Hayek: Sie kommt von Pakistan bis Indien vor.[4]
- Lantana viburnoides (Forssk.) Vahl: Sie kommt in zwei Unterarten und einer Varietät auf der Arabischen Halbinsel und in Afrika vor.[4]
- Lantana viscosa Pohl ex Schauer: Sie kommt im tropischen Südamerika vor.[4]
- Lantana xenica Moldenke: Sie kommt in Argentinien vor.[4]
- Lantana zahlbruckneri Hayek: Sie kommt in Peru vor.[4]